# Kärdla
Kärdla (švédsky Kärrdal, německy Kertel) je jediným městem na estonském ostrově Hiiumaa a správním centrem celého kraje. Leží na severním pobřeží ostrova v Tarestském zálivu Baltského moře. Městem protékají říčky Kärdla a Nuutri.

## Dějiny
Kärdla byla založena pravděpodobně někdy na přelomu 13. a 14. století švédskými osadníky. První písemná zmínka však pochází až z roku 1564. Pro rozvoj tehdy ještě zapadlé vesnice mělo klíčový význam založení oděvní továrny roku 1830 a vybudování přístavu roku 1849. Obě stavby byly zničeny v průběhu druhé světové války. Status městyse získala Kärdla roku 1920 a na město byla povýšena v roce 1938. Později byl zprovozněn malý přístav s molem. 

## Počet obyvatel
| 1897 | 1922 | 1934 | 1939 | 1959 | 1970 | 1979 | 1989 | 2000 | 2010 |
| ---- | ---- | ---- | ---- | ---- | ---- | ---- | ---- | ---- | ---- |
| 1718 | 1580 | 1454 | 1524 | 2688 | 2969 | 3426 | 4126 | 3672 | 3634 |

## Turistika
Kärdla je dobrým výchozím bodem k výpravám za přírodou ostrova. Ve městě stojí za zhlédnutí kostel z roku 1847 a místní muzeum nacházející se v jedné z historických továrních budov. Populárním místem je také místní pláž s bludným balvanem Kärdla.

## Významní rodáci
- Erkki-Sven Tüür, hudební skladatel

## Fotografie

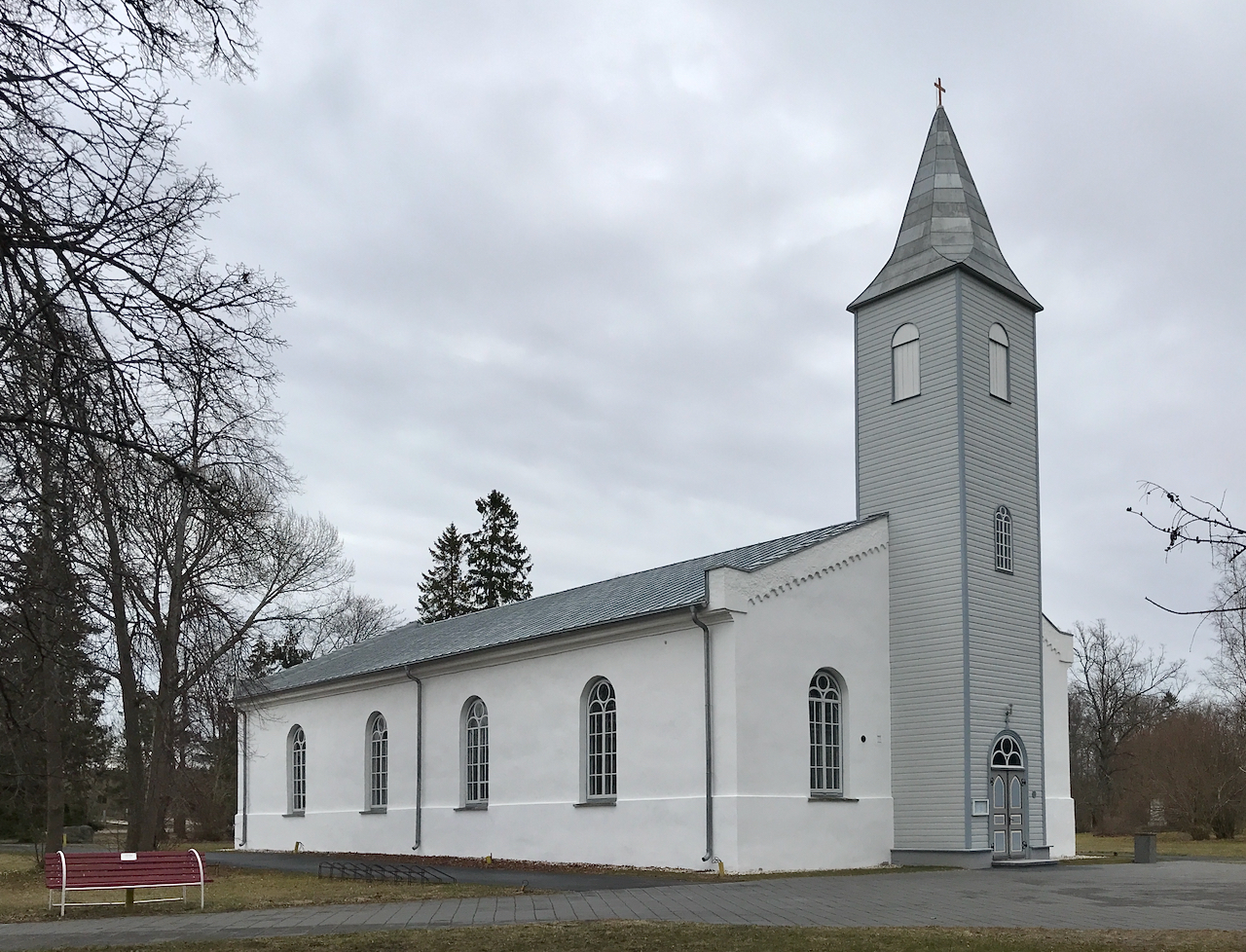
Kärdelský kostel
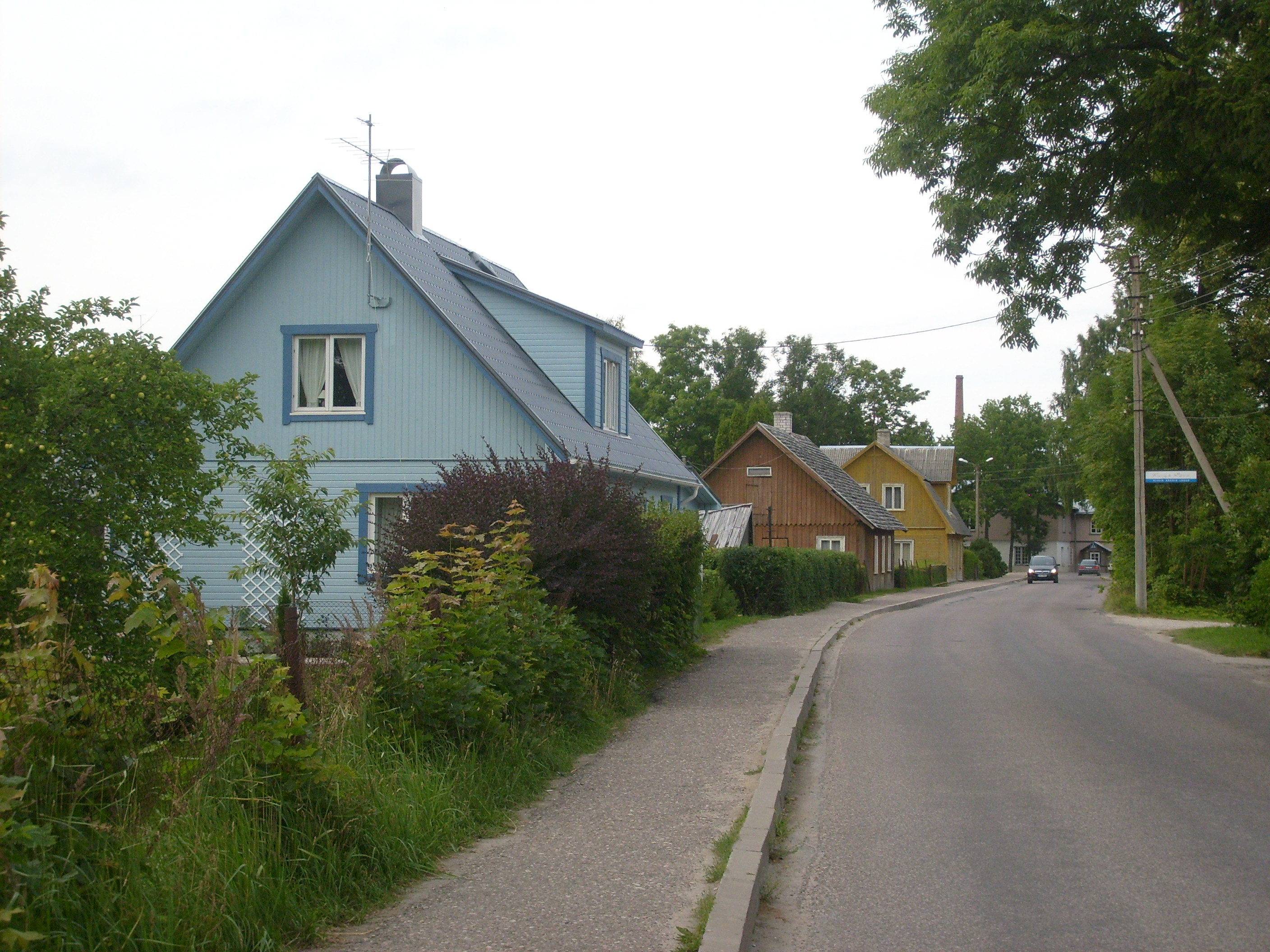
Typická ulice v Kärdle
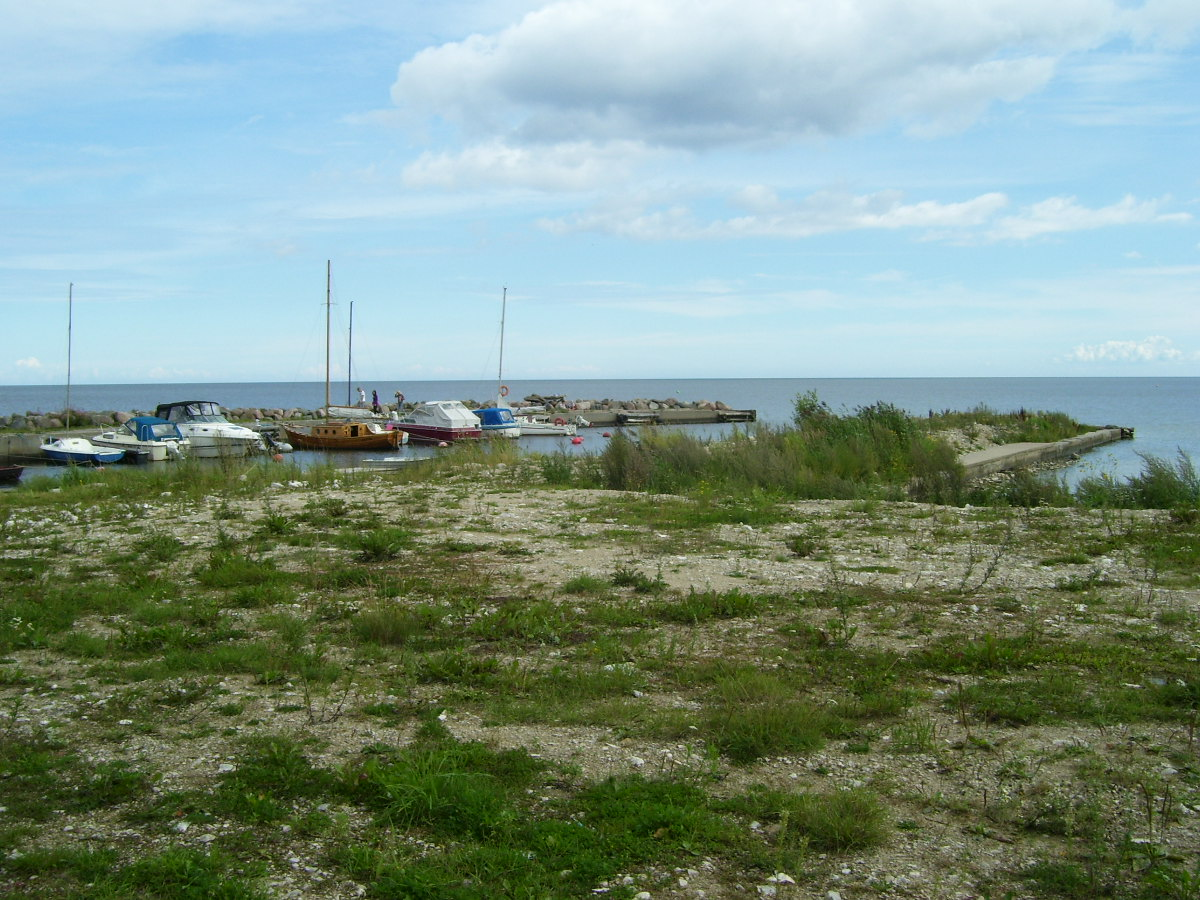
Kärdelský přístav
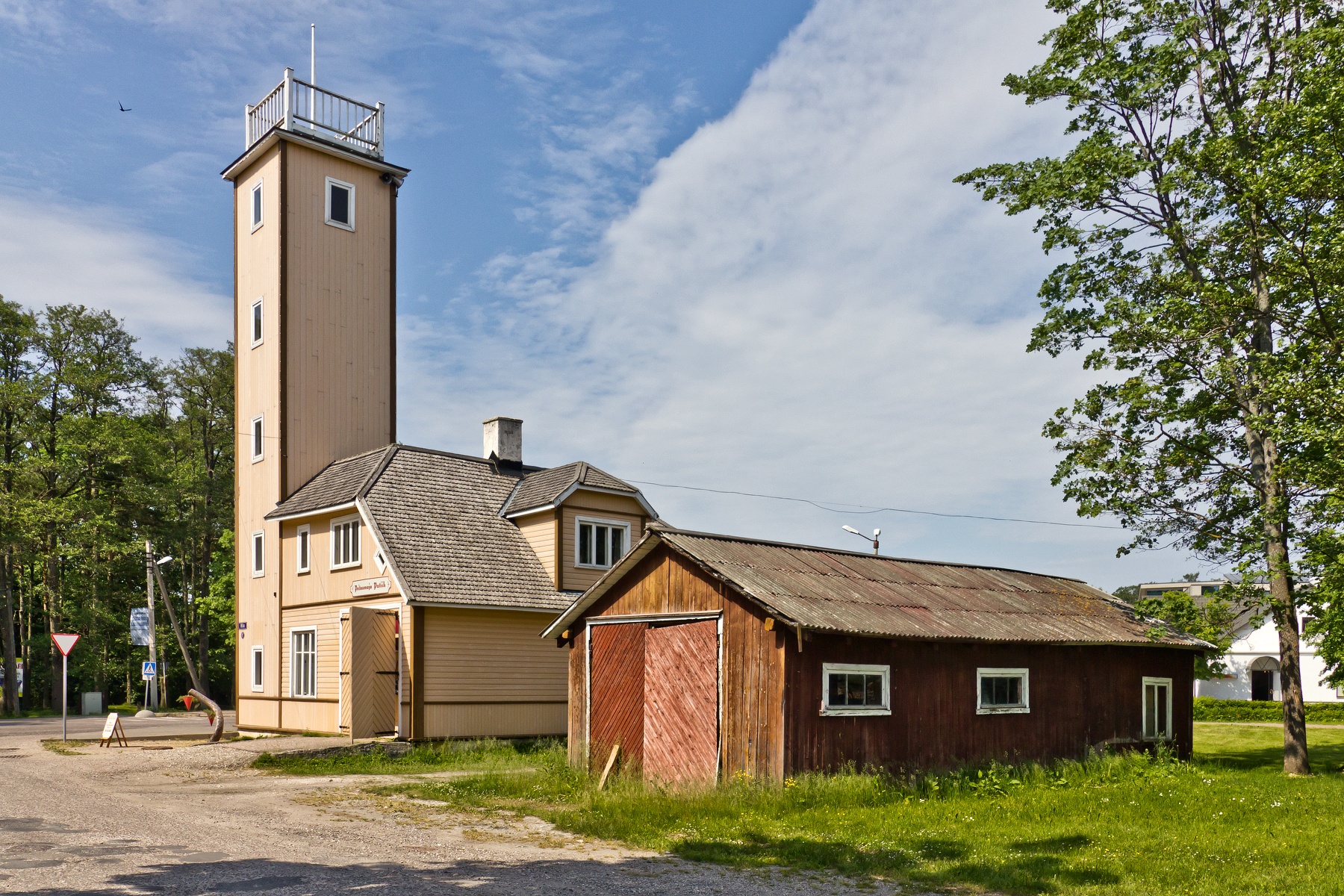
Místní hasičárna
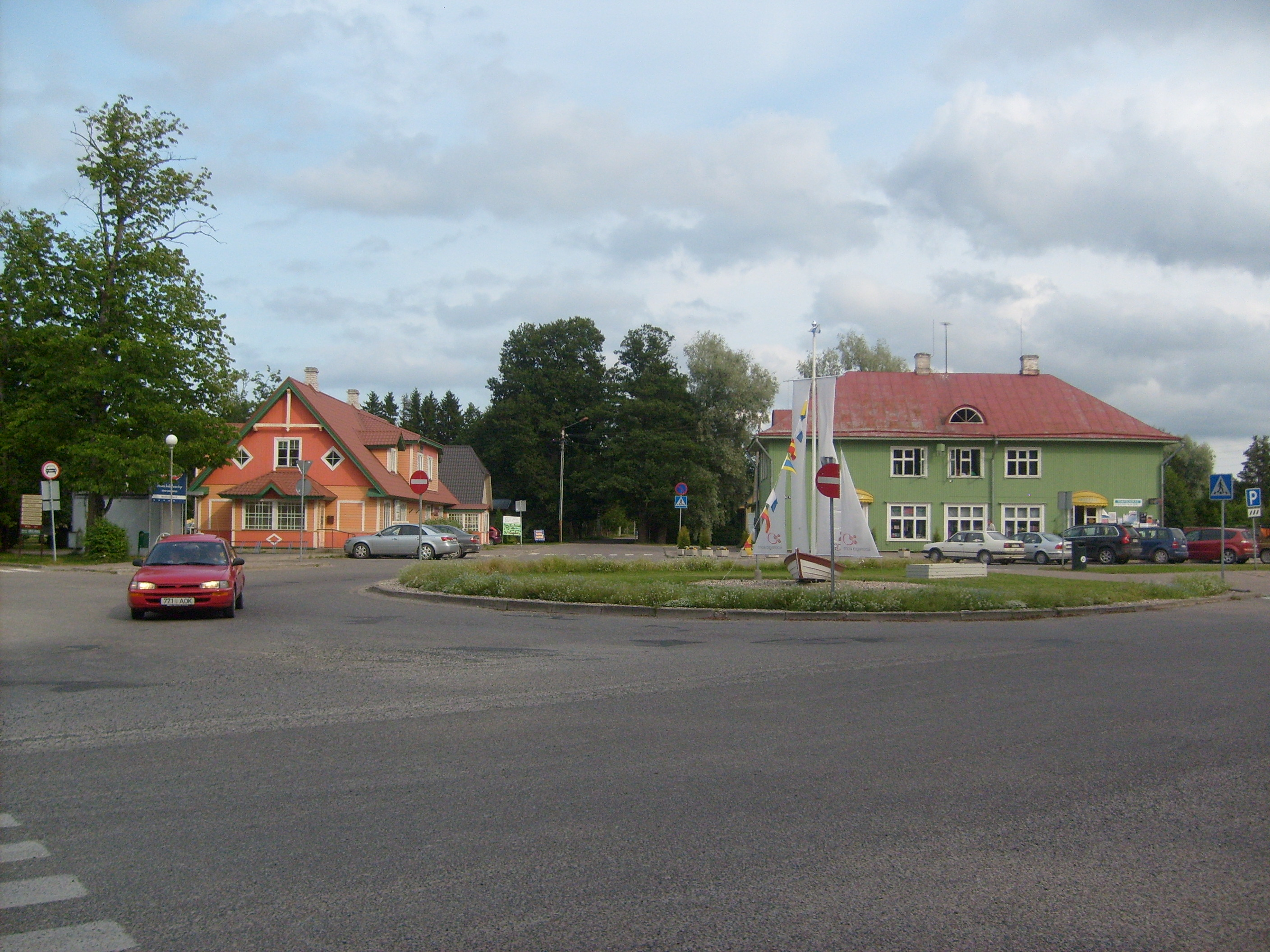
Hlavní náměstí v Kärdle
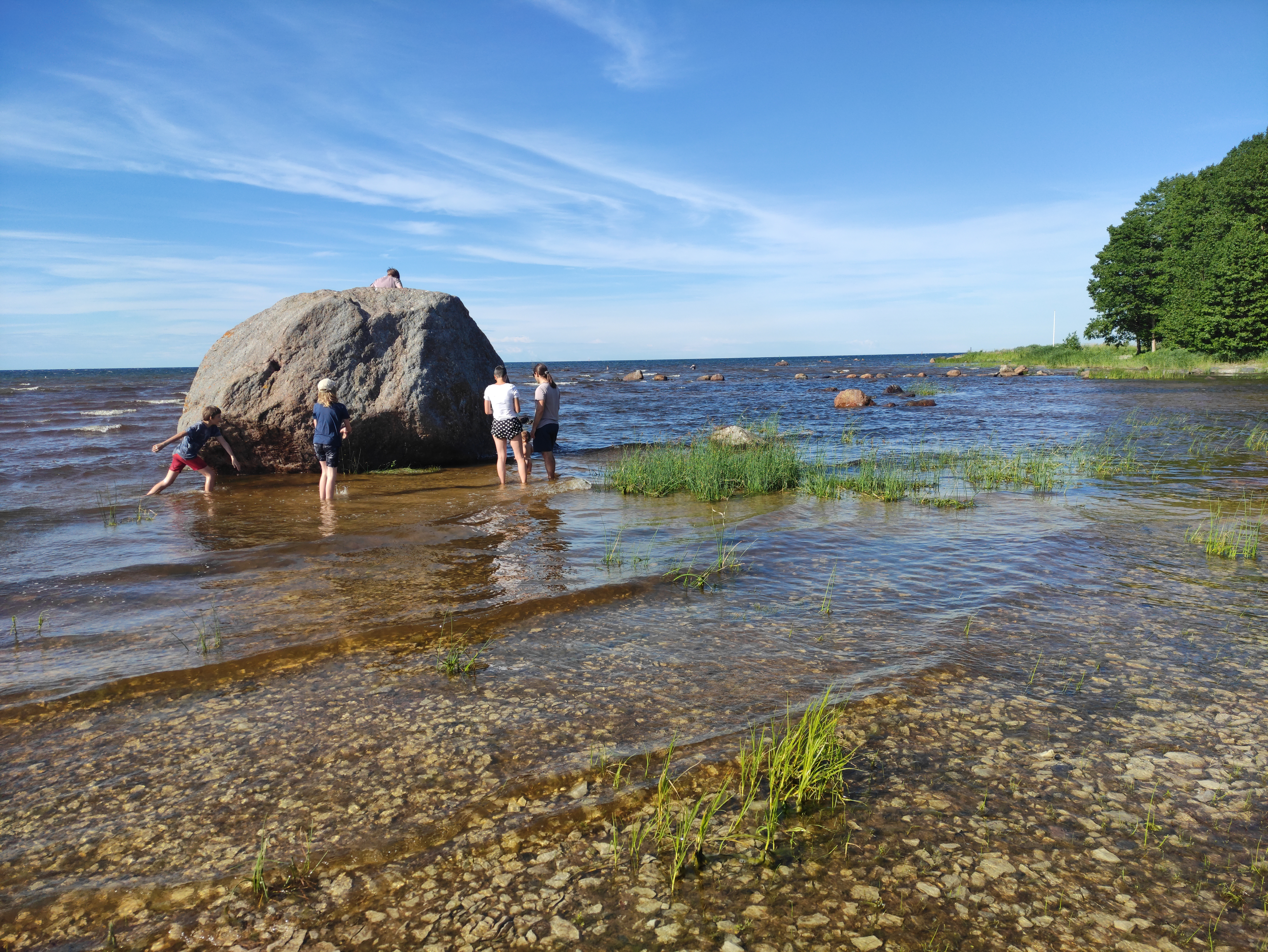
Pláž s bludným balvanem Kärdla